# العلاقات الأوزبكستانية الصومالية
العلاقات الأوزبكستانية الصومالية هي العلاقات الثنائية التي تجمع بين أوزبكستان والصومال.

## مقارنة بين البلدين
هذه مقارنة عامة ومرجعية للدولتين:
| وجه المقارنة                                              | أوزبكستان       | الصومال                        |
| --------------------------------------------------------- | --------------- | ------------------------------ |
| المساحة (كم2)                                             | 448.98 ألف      | 637.66 ألف                     |
| عدد السكان (نسمة)                                         | 32.39 مليون     | 14.74 مليون                    |
| الكثافة السكانية (ن./كم²)                                 | 72.14           | 23.12                          |
| العاصمة                                                   | طشقند           | مقديشو                         |
| اللغة الرسمية                                             | اللغة الأوزبكية | اللغة الصومالية، اللغة العربية |
| العملة                                                    | سوم أوزبكستاني  | شلن صومالي                     |
| الناتج المحلي الإجمالي (بليون دولار)                      | 48.72 مليار     | 7.37 مليار                     |
| الناتج المحلي الإجمالي (تعادل القوة الشرائية) بليون دولار | 190.50 مليار    |                                |
| الناتج المحلي الإجمالي الاسمي للفرد دولار أمريكي          | 2.13 ألف        | 549                            |
| الناتج المحلي الإجمالي للفرد دولار أمريكي                 | 5.57 ألف        |                                |
| مؤشر التنمية البشرية                                      | 0.675           |                                |
| رمز المكالمات الدولي                                      | +998            | +252                           |
| رمز الإنترنت                                              | .uz             | .so                            |
| المنطقة الزمنية                                           | ت ع م+05:00     | ت ع م+03:00                    |

## منظمات دولية مشتركة
يشترك البلدان في عضوية مجموعة من المنظمات الدولية، منها:
| علم المنظمة | اسم المنظمة                               | تاريخ انضمام أوزبكستان | تاريخ انضمام الصومال |
| ----------- | ----------------------------------------- | ---------------------- | -------------------- |
|             | مؤسسة التنمية الدولية                     | 24 سبتمبر 1992         | 31 أغسطس 1962        |
|             | يونسكو                                    | 26 أكتوبر 1993         | 15 نوفمبر 1960       |
|             | الأمم المتحدة                             | 2 مارس 1992            | 20 سبتمبر 1960       |
|             | الفريق المعني برصد الأرض                  | ?                      | ?                    |
|             | الاتحاد البريدي العالمي                   | ?                      | ?                    |
|             | البنك الدولي للإنشاء والتعمير             | 21 سبتمبر 1992         | 31 أغسطس 1962        |
|             | منظمة التعاون الإسلامي                    | ?                      | ?                    |
|             | منظمة حظر الأسلحة الكيميائية              | ?                      | ?                    |
|             | الاتحاد الدولي للاتصالات                  | 10 يوليو 1992          | 28 سبتمبر 1962       |
|             | مؤسسة التمويل الدولية                     | 30 سبتمبر 1993         | 31 أغسطس 1962        |
|             | المركز الدولي لتسوية المنازعات الاستشارية | 25 أغسطس 1995          | 30 مارس 1968         |
|             | منظمة الشرطة الجنائية الدولية             | ?                      | ?                    |

## وصلات خارجية
- موقع وزارة الخارجية الأوزبكستانية
- موقع وزارة الخارجية الصومالية